# Gerhard Lawin
Gerhard Lawin (* 15. März 1890 in Schlochau; † 28. Mai 1960 in Lemgo) war ein deutscher evangelischer Pfarrer und Politiker (DVP).

## Leben
Nach dem Schulbesuch in Marienburg absolvierte Lawin ein Studium der Theologie, Rechtswissenschaft und Geschichte an den Universitäten in Königsberg und Berlin. Während seines Studiums wurde er 1909 Mitglied der Burschenschaft Alemannia Königsberg und 1911 der Burschenschaft Allemannia Berlin, sowie im Jahre 1954 der Burschenschaft Germania zu Würzburg. Er wurde zunächst Hilfsprediger in Elbing und war dann als Pfarrer in Fischau tätig. Von 1924 bis 1945 übernahm er eine Pfarrstelle bei der evangelischen Gemeinde Juditten-Königsberg-Stadt. Ab 1930 war er hier auch Konsistorialrat.
Lawin wurde nach dem Ersten Weltkrieg Mitglied der Deutschen Volkspartei (DVP) und setzte sich bei der Volksabstimmung im Zuge des Versailler Vertrages für die weitere Zugehörigkeit Westpreußens zum Deutschen Reich ein. Er betätigte sich in der Kommunalpolitik, wurde Stadtverordneter in Königsberg und dort 1926 zum Vorsitzenden der Stadtverordnetenversammlung gewählt. Von 1921 bis 1924 war er Abgeordneter des Preußischen Landtages.
Nach dem Zweiten Weltkrieg siedelte Lawin nach Westdeutschland über und ließ sich in Lemgo nieder, wo er sich um die Belange der Heimatvertriebenen kümmerte.